# Coleophora latilineella
Coleophora latilineella é uma espécie de mariposa do gênero Coleophora pertencente à família Coleophoridae.